# Sino-amerikanische Beziehungen
Die sino-amerikanischen Beziehungen bezeichnen die politischen Beziehungen zwischen China und den Vereinigten Staaten von Amerika (USA). Die offiziellen Beziehungen zwischen beiden Ländern begannen Mitte des 19. Jahrhunderts. Nach der Gründung der Volksrepublik China im Jahr 1949 waren die Beziehungen zunächst vom Ost-West-Konflikt und dem Kalten Krieg geprägt. Nach dem Zerfall der Sowjetunion waren die beiderseitigen Beziehungen zunehmend von den wirtschaftlichen und politischen Gegensätzen bestimmt, die sich im Rahmen des kontinuierlichen Aufstiegs der Volksrepublik China als aufstrebende Großmacht ergaben. Außerdem spielte der Taiwan-Konflikt eine Rolle.

## Geschichtlicher Hintergrund

### Anfänge bis zur Gründung der Republik China 1912
Der 14. Juni 1844 markiert den äußeren Beginn der offiziellen zwischenstaatlichen Beziehungen zwischen den Vereinigten Staaten und dem Kaiserreich China der Qing-Dynastie. Die Vereinigten Staaten hatten zwar schon zuvor (erstmals im Jahr 1784) Diplomaten mit konsularischem Auftrag nach China entsandt, jedoch hatten diese nie eine formelle Anerkennung seitens der chinesischen Regierung erhalten. Im Jahr 1844 (zwei Jahre nach dem Ende des Ersten Opiumkrieges) wurden erstmals konsularische US-amerikanische Vertretungen in den Städten Fuzhou (Foochow) und Xiamen (Amoy) eingerichtet. In den folgenden Jahren folgten weitere konsularische Vertretungen in anderen Städten Chinas, unter anderem in Shanghai 1847 und Peking 1861. Im Jahr 1862 richteten die Vereinigten Staaten eine permanente Gesandtschaft in Peking ein. Dies war möglich geworden, nachdem China im Vertrag von Tianjin 1858 gezwungen worden war, erstmals westlichen Diplomaten eine dauerhafte Niederlassung in der Hauptstadt Peking zu gestatten.
In den letzten drei Jahrzehnten des 19. Jahrhunderts formierte sich vor allem an der amerikanischen Westküste eine antichinesische Bewegung. Die Zuwanderer wurden als Konkurrenz auf dem Arbeitsmarkt angesehen, die zudem für Lohndumping sorgte. Es entstanden Parteien wie die Workingmen’s Party of California („Arbeiterpartei Kaliforniens“), die Rassismus gegenüber Chinesen kommunizierten. Während des großen Eisenbahnerstreiks von 1877 kam es zu antichinesischen Ausschreitungen Der politische Druck führte schließlich 1882 zur Verabschiedung des Chinese Exclusion Act („Gesetz zum Ausschluss der Chinesen“) durch den Kongress. Dieses Gesetz setzte einen Stopp chinesischer Zuwanderung für die nächsten zehn Jahre fest.
Die Beziehung zwischen China und den USA ist im Vergleich zu Chinas Beziehungen mit ehemaligen europäischen Großmächten wie Frankreich, Großbritannien oder Russland sowie Japan weniger stark durch die Periode der 100 Jahre nationaler Demütigung geprägt, da die USA weniger stark zur Zeit von Chinas Schwäche im 19. Jahrhundert in China intervenierten und weniger Ungleiche Verträge erzwangen. Auch waren es die USA, welche maßgeblich zum Scheitern von Vorhaben der europäischen Mächte, China direkt unter sich aufzuteilen, mit ihrem Bestehen auf der Politik der offenen Tür (Open Door Policy) beitrugen. Ausgangspunkt für diese Politik der offenen Tür war der Wunsch der USA eines gleichberechtigten Zugangs zu China, seinen Märkten und seinen Ressourcen für alle Großmächte. Insbesondere John Hay, ein US-amerikanischer Staatssekretär, schickte im Jahr 1899 Briefe an alle Großmächte, in denen er sie darum bat, die territoriale und administrative Integrität Chinas anzuerkennen und eine unbeschränkte Verwendung für alle beteiligten Länder in den durch die Ungleichen Verträge bestimmten Häfen in den jeweiligen Einflusssphären der europäischen Kolonialmächte und Japans zu erlauben.

### Republik China bis 1949
Mit der Xinhai-Revolution, die China in eine Republik umwandelte, stellten die Vereinigten Staaten vorübergehend vom 12. Februar 1912 bis 2. Mai 1913 die diplomatischen Beziehungen ein. Ab den 1920er Jahren entwickelten sich Beziehungen zwischen den Vereinigten Staaten und der 1912 ausgerufenen Republik China auf Basis der Gleichberechtigung. Vom 9. Dezember 1924 bis zum 25. Juli 1928 kam es erneut zu einer Unterbrechung der offiziellen Beziehungen. Danach erkannten die USA offiziell die Kuomintang-Regierung der Republik China an.

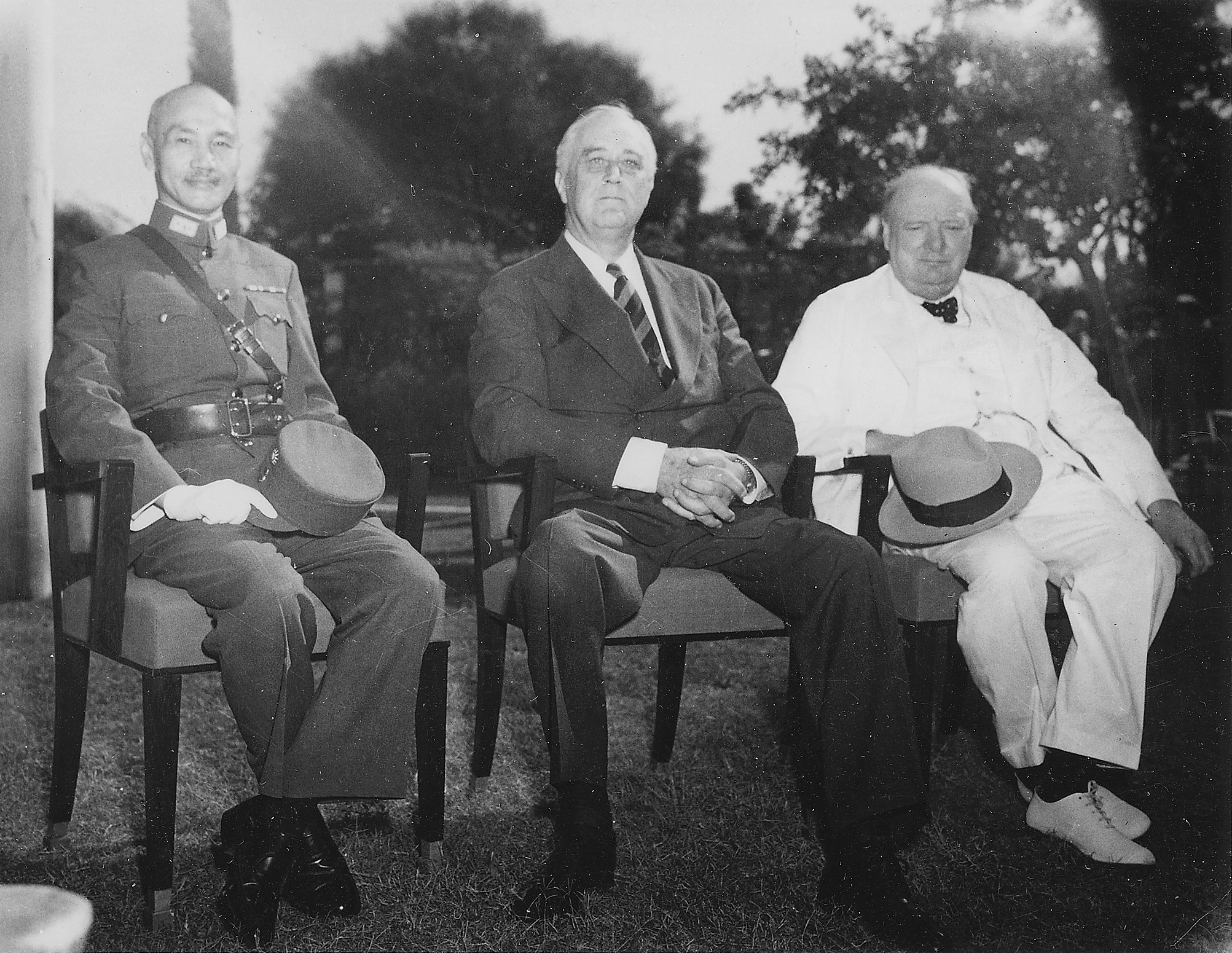
Chiang Kai-chek (links) zusammen mit Franklin D. Roosevelt und Winston Churchill auf der Konferenz von Kairo 1943

Ab den 1930er Jahren wurde die politische Situation in Ostasien zunehmend von der japanischen Expansion bestimmt, die vor allem auf Kosten Chinas ging. Nach dem von Japan inszenierten Mukden-Zwischenfall vom 18. September 1931 besetzten japanische Truppen, ohne auf größeren Widerstand zu stoßen, die zu China gehörende Mandschurei und etablierten dort den von Japan abhängigen Staat Mandschukuo. Nach weiteren, durch die aggressive Politik des japanischen Militärs provozierten Zwischenfällen kam es ab 1937 zum Japanisch-Chinesischen Krieg. Japan besetzte weite Teile Chinas, stieß jedoch auf unerwartet hartnäckigen Widerstand der nationalchinesischen Truppen unter der Kuomintang-Regierung von Chiang Kai-Chek. Die vollständige Unterwerfung Chinas gelang nicht. Nach dem japanischen Überfall auf Pearl Harbor 1941 traten die Vereinigten Staaten an der Seite Chinas in den Krieg ein, der 1945 mit der bedingungslosen Kapitulation Japans endete.
Nach dem Krieg gehörte China unter Chiang Kai-shek zu den Siegermächten und den Gründungsstaaten der Vereinten Nationen. Die Republik China erhielt einen der fünf ständigen Sitze im Sicherheitsrat der Vereinten Nationen (neben den USA, der Sowjetunion, dem Vereinigten Königreich und Frankreich). Im chinesischen Bürgerkrieg zwischen der Kuomintang-Regierung und den Milizen der Kommunistischen Partei Chinas (KPCh), der nach dem Ende des Weltkrieges 1945 wieder aufflammte, waren – für den Westen – überraschenderweise die Kommunisten siegreich und konnten das gesamte chinesische Festland erobern („Loss of China“). 1949 wurde dort die Volksrepublik China mit dem Vorsitzenden der KPCh Mao Zedong als Staatsoberhaupt gegründet. Die nationalchinesische Kuomintang-Regierung konnte sich lediglich auf der Insel Taiwan behaupten und etablierte dort die Republik China auf Taiwan.

### 1949 bis 1972

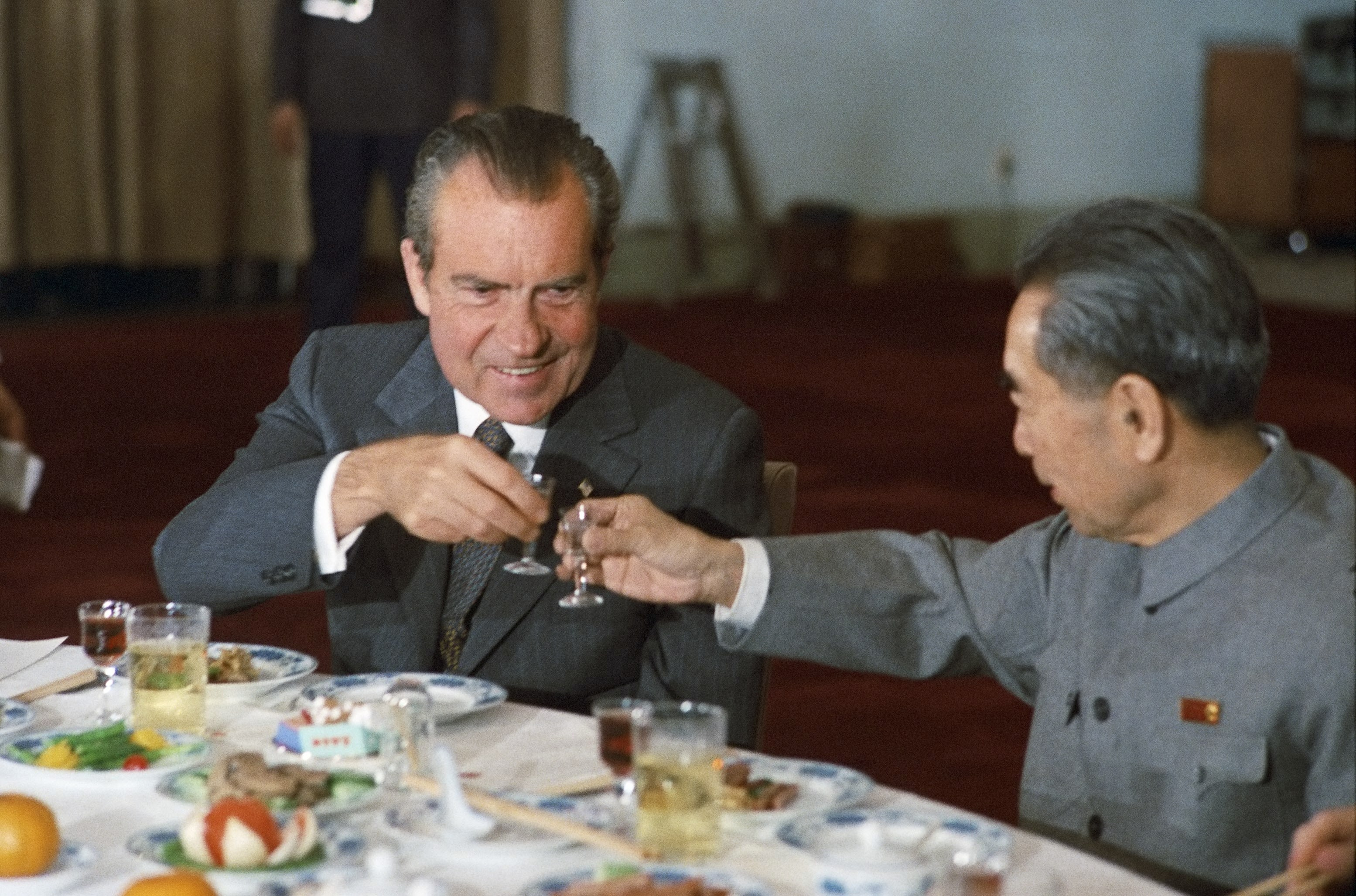
Richard Nixon (links) mit Zhou Enlai in China (1972)

Die USA erkannten zunächst die Volksrepublik China nicht an und sahen weiterhin die jetzt auf Taiwan beschränkte Republik China als legitime Vertreterin ganz Chinas an. Nach dem endgültigen ideologischen Bruch zwischen der Sowjetunion und der Volksrepublik China 1962 setzte ein allmähliches Umdenken in der amerikanischen Politik ein. Eine entscheidende Wende kam unter der Präsidentschaft Richard Nixons 1969–1974. 1972 besuchte Nixon als erster amerikanischer Präsident die Volksrepublik China im Rahmen der so genannten Ping-Pong-Diplomatie. Dem vorausgegangen war im Jahr 1971 die Resolution 2758 der UN-Generalversammlung, in der die Volksrepublik China als alleinige legitime Vertreterin Chinas anerkannt wurde. Die Volksrepublik erhielt den bisherigen Sitz der Republik China auf Taiwan im Sicherheitsrat und letztere wurde aus den Vereinten Nationen ausgeschlossen. Die Resolution war gegen die Stimme der USA beschlossen worden. Während Nixons Chinareise wurde das Shanghai-Kommuniqué beschlossen, das die bilateralen Beziehungen während des Kalten Krieges entspannte.

### 1978 bis 2016
Ab 1978 begann unter Deng Xiaoping die Phase der Reform- und Öffnungspolitik in der Volksrepublik China, die de facto eine Abkehr vom bisherigen planwirtschaftlichen System hin zu kapitalistischen Wirtschaftsformen bedeutete. Damit intensivierten sich auch die Wirtschaftsbeziehungen zwischen den USA und der Volksrepublik. Eine politische Richtungsänderung in Richtung auf eine pluralistische Gesellschaftsform war damit nicht verbunden. Trotz einzelner Anzeichen der Liberalisierung in einigen Bereichen behielt die KPCH die politische Macht fest in ihrer Hand und verteidigte diese auch mit Waffengewalt gegen Demonstranten im eigenen Land, wie das Tian’anmen-Massaker am 3. und 4. Juni 1989 zeigte, das die US-amerikanisch-chinesischen Beziehungen vorübergehend erheblich belastete.

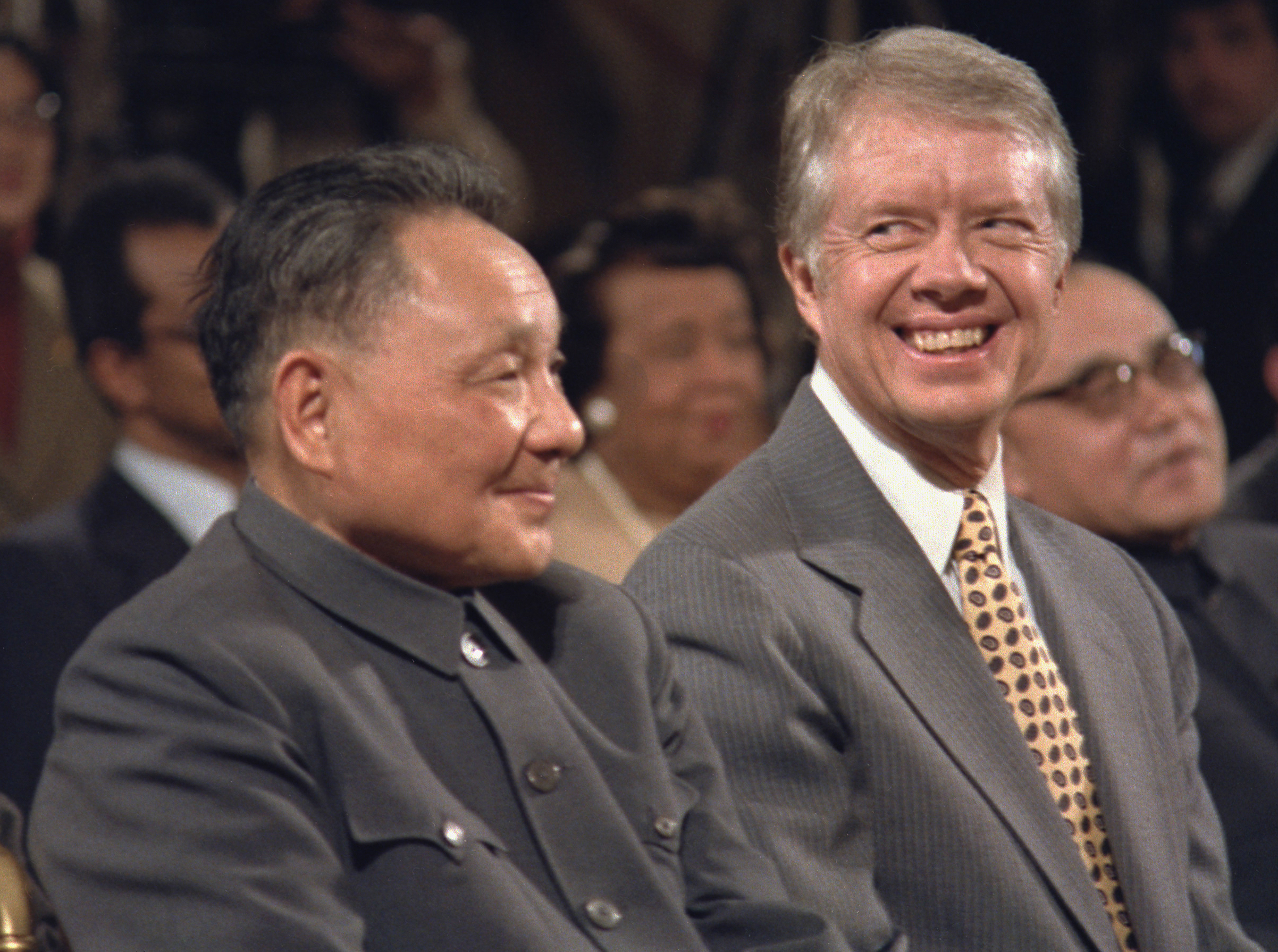
Deng Xiaoping (links) mit Jimmy Carter (1979)

In der Republik China auf Taiwan ergab sich eine andere Entwicklung. Auch hier kam es ungefähr ab den 1970er Jahren zu einer starken wirtschaftlichen Entwicklung und das Land wurde zu den ostasiatischen sogenannten „Tigerstaaten“ gezählt. Parallel dazu kam es etwa ab den 1980er Jahren zu einer zunehmenden politischen Liberalisierung. Die Einparteienherrschaft der Kuomintang fand ein Ende und andere politische Parteien wurden zugelassen. Die autochthone Bevölkerung Taiwans bekam erstmals ein größeres politisches Mitspracherecht. Bei den Wahlen in Taiwan zeigte sich, dass nicht wenige Taiwaner ein geringes oder kein Interesse an einer Wiedervereinigung mit dem chinesischen Festland hatten. Dies provozierte die Volksrepublik China zu politischen und militärischen Drohgebärden gegenüber der Republik China auf Taiwan, was wiederum die Vereinigten Staaten auf den Plan rief, die zwar seit 1979 keine offiziellen diplomatischen Beziehungen zu dieser unterhielten, aber die Entwicklung einer demokratischen Gesellschaft mit Sympathie beobachteten.
Zu einer Verschlechterung des Verhältnisses zwischen der Volksrepublik China und den Vereinigten Staaten haben in den letzten Jahrzehnten die Territorialkonflikte im Chinesischen Meer beigetragen. Verschiedene Staaten erheben hier territoriale Ansprüche auf kleinere, größtenteils unbewohnte Inseln, mit dem Hintergrund, sich die zugehörigen Seegebiete zu sichern. In diesen werden Rohstoffvorkommen vermutet. Die USA haben weder die Ansprüche Taiwans noch die der Volksrepublik China oder anderer Staaten anerkannt, eine Freiheit der Meere und der Schifffahrtswege gefordert und mehrfach Marineeinheiten in die Gewässer entsandt, was wiederum zu chinesischen Protesten führte.
Von der Seite der US-Regierung wurde die zunehmende Wahrnehmung Chinas als Konkurrenten erstmals im Jahr 2012 öffentlich durch Präsident Barack Obama formuliert. Im Juni der gleichen Jahres kündigte Verteidigungsminister Leon Panetta eine Schwerpunktverlagerung der US Navy vom Atlantik zum Pazifik an. Diese Absichtserklärungen wurden in der chinesischen Öffentlichkeit und Wissenschaft umgehend als Bedrohung und Erneuerung der Eindämmungspolitik aufgefasst. Ebenfalls 2012 wurde Xi Jinping die neue Machtgestalt in der Volksrepublik. Er brach ausdrücklich mit dem seit Jahrzehnten bestehenden Grundsatz, außenpolitisch zurückhaltend aufzutreten.

### Seit 2016
Der 2016 gewählte Präsident der Vereinigten Staaten von Amerika, Donald Trump, war im Wahlkampf wiederholt durch kritische Äußerungen gegenüber der chinesischen Wirtschaftspolitik aufgefallen, die er als einseitig Interessen bevorzugend bezeichnete. Unter seiner Präsidentschaft brach Anfang 2018 ein offener Handelskonflikt zwischen beiden Staaten aus. Die Vereinigten Staaten warfen der Volksrepublik die Missachtung geistigen Eigentums, unfaire Bedingungen im gegenseitigen Handel sowie Technologiediebstahl vor. Zudem benannte die US-Regierung in den Jahren 2017/18 in mehreren Veröffentlichungen und Äußerungen zur Militärpolitik die Volksrepublik China auch als militärische Rivalin.
Mit dem Ausbruch der COVID-19-Pandemie machte Trump China für den Ausbruch der Pandemie und die daraus resultierenden Folgen verantwortlich. Im weiteren Verlauf der Pandemie reduzierten beide Staaten die im Land zugelassenen Auslandskorrespondenten aus dem jeweiligen anderen Staat.

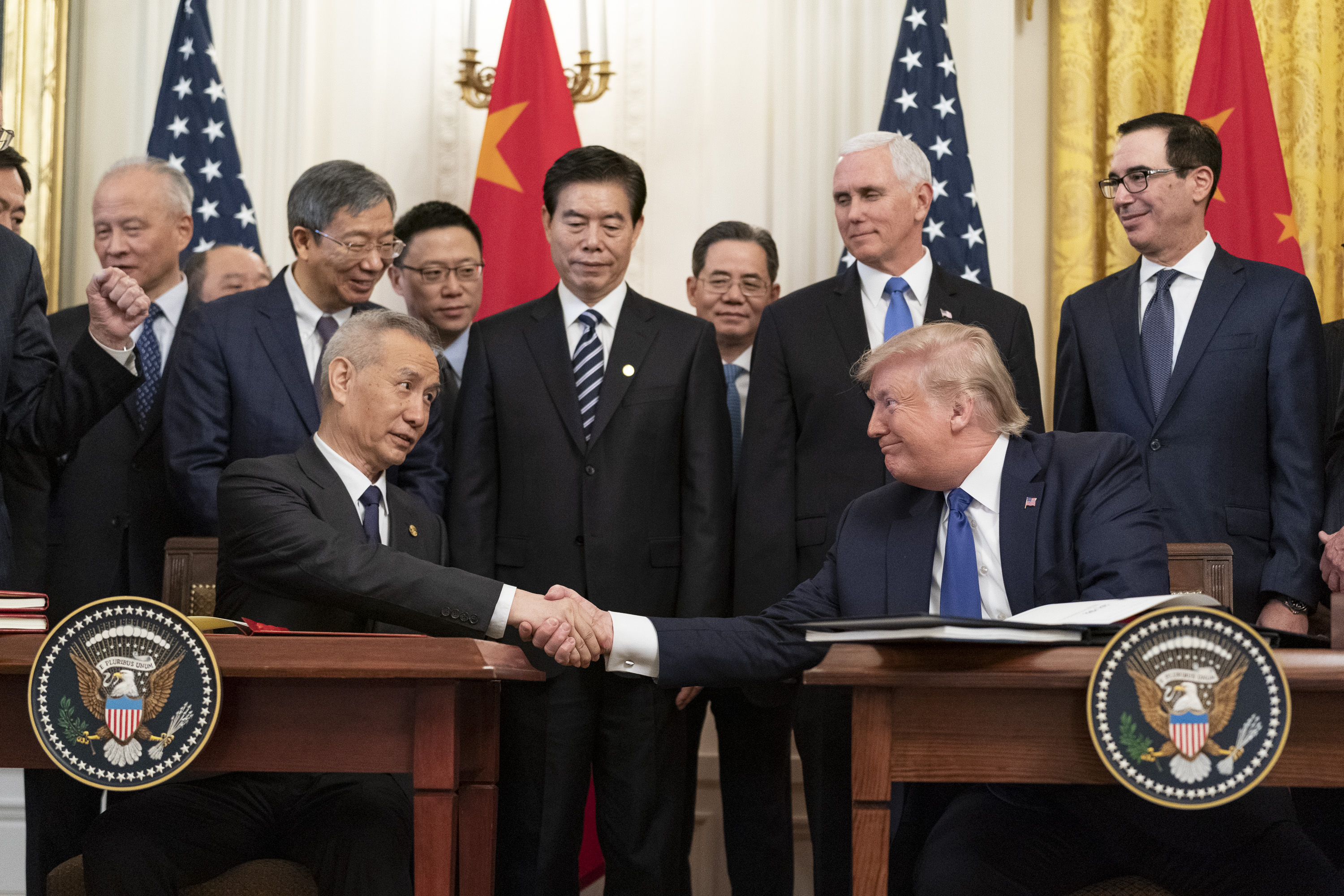
Liu He (links) und Donald Trump geben sich die Hand (2020)

Die US-Navy entsandte im Juli 2020 die Flugzeugträgerkampfgruppen der Nimitz und Ronald Reagan zu sogenannten Freedom of Navigation-Fahrten in die von China beanspruchten Gebiete im Südchinesischen Meer. US-Außenminister Mike Pompeo bezeichnete Chinas Gebietsansprüche als illegal. Die USA ordneten im Juli 2020 die Schließung des chinesischen Konsulats in Houston an, weil Gesetze und Vorschriften der USA von chinesischen Diplomaten missachtet worden seien. Einzelheiten wurden nicht mitgeteilt. Die US-Regierung wirft generell chinesischen Agenten versuchten Datendiebstahl vor. Daraufhin verfügte China die Schließung des US-Konsulats in Chengdu. Aus Sicht von China sind die Beziehungen zu den USA so schlecht wie seit 1979 nicht mehr. Weitere Streitpunkte sind der Umgang Chinas mit den Uiguren und die Proteste in Hongkong 2019/2020. Wegen der Uiguren verhängten die USA Sanktionen gegen China, wegen des Vorgehens in Hongkong wurden ebenfalls Maßnahmen ergriffen und beispielsweise die Hongkong-Menschenrechts- und Demokratieverordnung vom US-Kongress beschlossen.
Am 2. August 2022 besuchte Nancy Pelosi Taiwan als höchstrangige Vertreterin der Vereinigten Staaten von Amerika seit 25 Jahren. China betrachtete Pelosis Reise als Einmischung in den Taiwan-Konflikt, was vom Staatsrat der Volksrepublik China bereits im Vorfeld verurteilt worden war. Der Besuch, der von einigen als Belastung für die sino-amerikanischen Beziehungen angesehen wird, fand breiten Widerhall in den Medien. Die chinesische Armee veranstaltete daraufhin eine große mehrtägige Übung zur Abriegelung Taiwans, bei der auch Raketen ins Meer um Taiwan gefeuert wurden. Am 28. August 2022 durchfuhren die Kreuzer Antietam und Chancellorsville demonstrativ die Taiwanstraße.
Die 2021 angetretene US-Regierung unter Joe Biden setzte die chinakritische Außenpolitik der Vorgängerregierung in weiten Teilen unverändert fort. Auf chinesischer Seite wird insbesondere die Installation von Militärbündnissen wie AUKUS und Quadrilateral Security Dialogue als Bedrohung angesehen. Im Oktober 2022 verhängte die US-Regierung Ausfuhrbeschränkungen für Hightech-Computerchips nach China. Betroffen sind auch Maschinen zur Herstellung von Spezial-Halbleitern. Damit wurde die Volksrepublik de facto zunächst abgeschnitten von der Versorgung mit hochmodernen Computer-Chips, wie sie etwa für Wissenschaft-Spitzenforschung sowie Weltraum- und Militärtechnologie benötigt werden. Die US-Regierung begründete den Schritt unter anderem mit dem Streben der chinesischen Staatsführung nach militärischer Vorherrschaft und der Verwendung von Spitzentechnologie zur Überwachung der Bevölkerung durch Chinas Führung.  Der Berater für Nationale Sicherheit von US-Präsident Biden, Jake Sullivan, erklärte, es gehe darum, China technologisch auf Abstand zu halten. Im Januar 2023 wurde durch Medienberichte bekannt, dass sich auch die Regierungen Japans und der Niederlande den Halbleiter-Beschränkungen für China anschließen.
Im Februar 2023 löste ein chinesischer Beobachtungsballon, der sich durch den nordamerikanischen Luftraum bewegte und abgeschossen wurde, weitere diplomatische Spannungen zwischen den USA und China aus. Das chinesische Außenministerium bestellte als Zeichen des Protests gegen den Abschuss des Ballons den Geschäftsträger der amerikanischen Botschaft in Peking ein.
Im Februar 2025 nahm das US-Außenministerium Änderungen an seiner Position zum Status von Taiwan vor. Auf der Internetseite wurde eine Passage entfernt, dass die Unabhängigkeit Taiwans nicht unterstützt wird. Zudem dokumentiert die Seite nun, „die USA würden Taiwans Mitgliedschaft in internationalen Organisationen unterstützen, sofern dies anwendbar sei.“

## Wirtschaftsbeziehungen

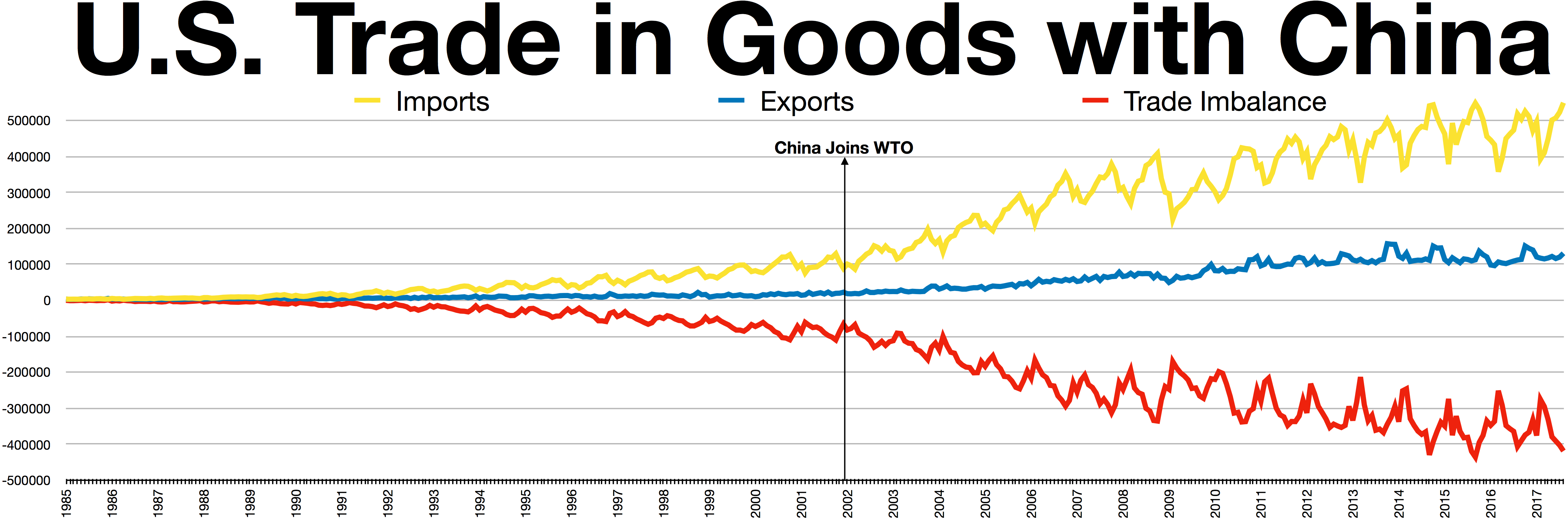
Handel zwischen China und den USA

Nachdem die USA die Volksrepublik über Jahrzehnte wirtschaftlich boykottiert hatten, wurde die Grundlage der offiziellen sino-amerikanischen Handelsbeziehungen mit der Aufnahme diplomatischer Beziehungen in den 1970er Jahren gelegt. Der wirtschaftliche Austausch wurde deutlich vertieft, als die USA unter Bill Clinton den Chinesen einen weitreichenden Zugang zum amerikanischen Markt gaben und China mit Unterstützung der USA 2001 in die WTO aufgenommen wurden. Die Amerikaner erhofften sich durch eine vertiefte Integration Chinas in die Weltwirtschaft und steigendem Wohlstand in dem Land auch politische Reformen. Mit der WTO-Aufnahme Chinas entstand eine symbiotische Beziehung zwischen beiden Volkswirtschaften, welche als Chimerica bezeichnet wurde. Chinesische Billigexporte führten zu niedrigen Preisen für US-Konsumenten und die entstehenden Handelsüberschüsse Chinas flossen wieder in US-Staatsanleihen und andere Vermögenswerte, womit sie wiederum den amerikanischen Konsum ankurbelten. Zusätzlich konnte China durch sein hohes Wirtschaftswachstum für große US-Unternehmen wie Apple oder Microsoft zu einem lukrativen Markt aufsteigen. Als sich die von den USA erhofften politischen Reformen nicht einstellten und die Chinesen stattdessen ein starker Wettbewerber und systemischer Rivale wurden, trübten sich die Wirtschaftsbeziehungen ein. Unter Donald Trump wurden Strafzölle auf chinesische Waren eingeführt und auch sein Nachfolger Joe Biden behielt diese harte Haltung in Wirtschaftsfragen bei. Die USA verkündeten, sich unabhängig von chinesischen Importen in kritischen Bereichen machen zu wollen und rieten ihren Unternehmen, ihre Lieferketten zu diversifizieren. Apple verlagerte daraufhin z. B. Teile seiner Produktion nach Indien und Vietnam. Der Anteil der amerikanischen Importe sank als Folge des Handelskriegs von 21 % im Jahr 2017 auf noch knapp 14 % im Jahr 2023, wobei Mexiko zum wichtigsten Lieferanten aufsteigen konnte. Chinesische Produkte blieben aber häufig weiterhin in den Lieferketten.
Beide Länder sind die beiden weltgrößten Volkswirtschaften und erwirtschaften gemeinsam mehr als ein Drittel des weltweiten Bruttoinlandsprodukts. Mit einem Warenaustausch in Höhe von 575 Milliarden US-Dollar (2023) gehört die Handelsbeziehung weiterhin zu den wichtigsten der Welt. Das anhaltende Handelsbilanzdefizit der USA gegenüber China hat für Konflikte gesorgt. So haben die Amerikaner den Chinesen Dumping, unfaire Subventionierung heimischer Produkte, Währungsmanipulation und industrielle Überkapazität vorgeworfen.
|               | 1990  | 2000  | 2010   | 2011   | 2012   | 2013   | 2014   | 2015   | 2016   | 2017   | 2018   | 2019   | 2020   | 2021   | 2022   | 2023   |
| ------------- | ----- | ----- | ------ | ------ | ------ | ------ | ------ | ------ | ------ | ------ | ------ | ------ | ------ | ------ | ------ | ------ |
| Exporte USA   | 4,8   | 16,1  | 91,9   | 104,1  | 110,5  | 121,7  | 123,7  | 115,8  | 115,6  | 130,0  | 120,3  | 106,5  | 124,6  | 151,4  | 154,0  | 147,8  |
| Importe USA   | 15,2  | 100,0 | 364,9  | 399,4  | 425,6  | 440,4  | 468,5  | 483,2  | 462,4  | 505,2  | 538,5  | 449,1  | 432,6  | 504,3  | 536,3  | 427,2  |
| Handelsbilanz | −10,4 | −83,8 | −273,0 | −295,2 | −315,1 | −318,6 | −344,8 | −367,3 | −346,8 | −375,2 | −418,2 | −342,6 | −307,9 | −352,9 | −382,2 | −279,4 |

## Rivalität und Systemwettbewerb
Nach dem unter Präsident Obama verkündeten „Pivot to Asia“ wurde China schließlich 2017 in einem Strategiepapier als „langfristiger strategischer Wettbewerber genannt“. Der rasante machtpolitische Aufstieg Chinas und die zunehmenden Spannungen haben zu Befürchtungen geführt, dass beide Seiten in eine sogenannte Thukydides-Falle tappen könnten, in der der Aufstieg einer neuen Macht zum Krieg mit der alten führt. Im Laufe der 2010er Jahre hat sich eine Rivalität zwischen beiden Staaten entwickelt, die sich auf die wirtschaftliche, technologische und die politisch-ideologische Ebene erstreckt und als Systemwettbewerb zwischen den westlichen liberaldemokratischen Staaten und Autokratien wie Russland und China bezeichnet wurde. Beide Seiten konkurrieren dabei nicht nur um die Gestaltung globaler Normen in internationalen Organisationen, sondern auch um Marktanteile bei Zukunftstechnologien und künftigen technologischen Standards. Besonders gefährlich ist die Rivalität in Asien, wo die USA südostasiatische Staaten wie die Philippinen im Territorialkonflikt im Südchinesischen Meer unterstützt haben und angekündigt haben, die Republik China (Taiwan) gegen einen möglichen chinesischen Angriff auch militärisch verteidigen zu wollen. In Asien haben die USA versucht, ihre Verbündeten durch den Abschluss von Bündnissen wie AUKUS, JAROKUS oder dem Quadrilateral Security Dialogue zu mobilisieren.
Beide Länder trennt neben einem unterschiedlichen politischen System auch eine unterschiedliche Sicht auf die bestehende Weltordnung. Während die USA sich selbst als Verteidiger der regelbasierten internationalen Ordnung begreifen, sehen die Chinesen diese als versteckte Tarnung für eine westliche und amerikanische Hegemonie an. Die Volksrepublik hat den USA auch vorgeworfen, einen Regimewechsel in China anzustreben und die Abspaltung Taiwans zu fördern. In seiner Ablehnung „universaler Werte“ und der von den USA errichteten Ordnung der Nachkriegszeit stößt China bei vielen Staaten des globalen Südens auf Sympathien. China hat durch die Errichtung von neuen Institutionen der Global Governance wie der Shanghaier Organisation für Zusammenarbeit (SCO), der Asiatische Infrastrukturinvestmentbank oder auch der neuen Seidenstraße versucht, vom Westen unabhängige Strukturen und Organisationen zu errichten.

## Kultur

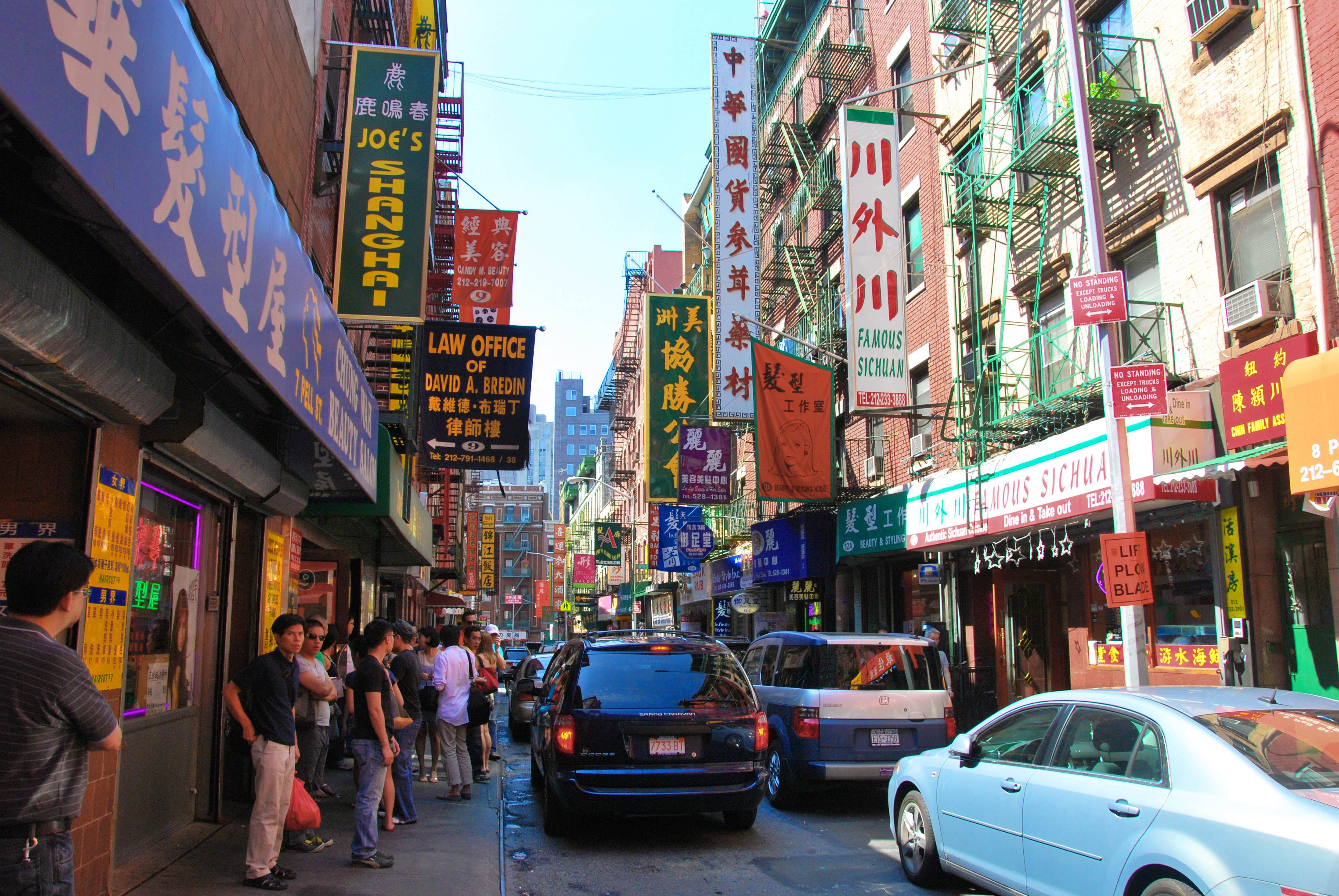
Chinatown von Manhattan

Beide Länder haben nach der Aufnahme offizieller diplomatischer Beziehungen enge kulturelle Kontakte etabliert. Filme aus Hollywood durften in chinesischen Kinos gezeigt werden, Bücher aus den USA wurden ins Chinesische übersetzt und auch der Personenaustausch stieg an. Hunderttausende chinesische Studenten begannen an amerikanischen Universitäten zu studieren und 2017 bereisten knapp 3 Millionen chinesische Touristen die USA. Durch die Verschlechterung der politischen Beziehungen wurde auch der freie kulturelle Austausch eingeschränkt und die chinesische Regierung versuchte den US-amerikanischen kulturellen Einfluss im Land zurückzudrängen, so z. B. durch die Förderung „patriotischer Filme“. Durch die COVID-19-Pandemie kam auch der persönliche Austausch zwischen beiden Gesellschaften für mehrere Jahre zum Erliegen und die Kontroverse um den Ursprung von SARS-CoV-2 sorgte für anhaltende Verbitterung auf beiden Seiten.
In den Vereinigten Staaten leben knapp fünf Millionen Sinoamerikaner, vorwiegend an der West- und Ostküste der USA. Die chinesischen Einwanderer haben zahlreiche bedeutende Beiträge zur amerikanischen Kultur geleistet, dazu gehört auch eine eigenständige chinesisch-amerikanische Küche mit typischen Gerichten wie Chop Suey.